# Cupra
För andra betydelser, se Cupra (olika betydelser).

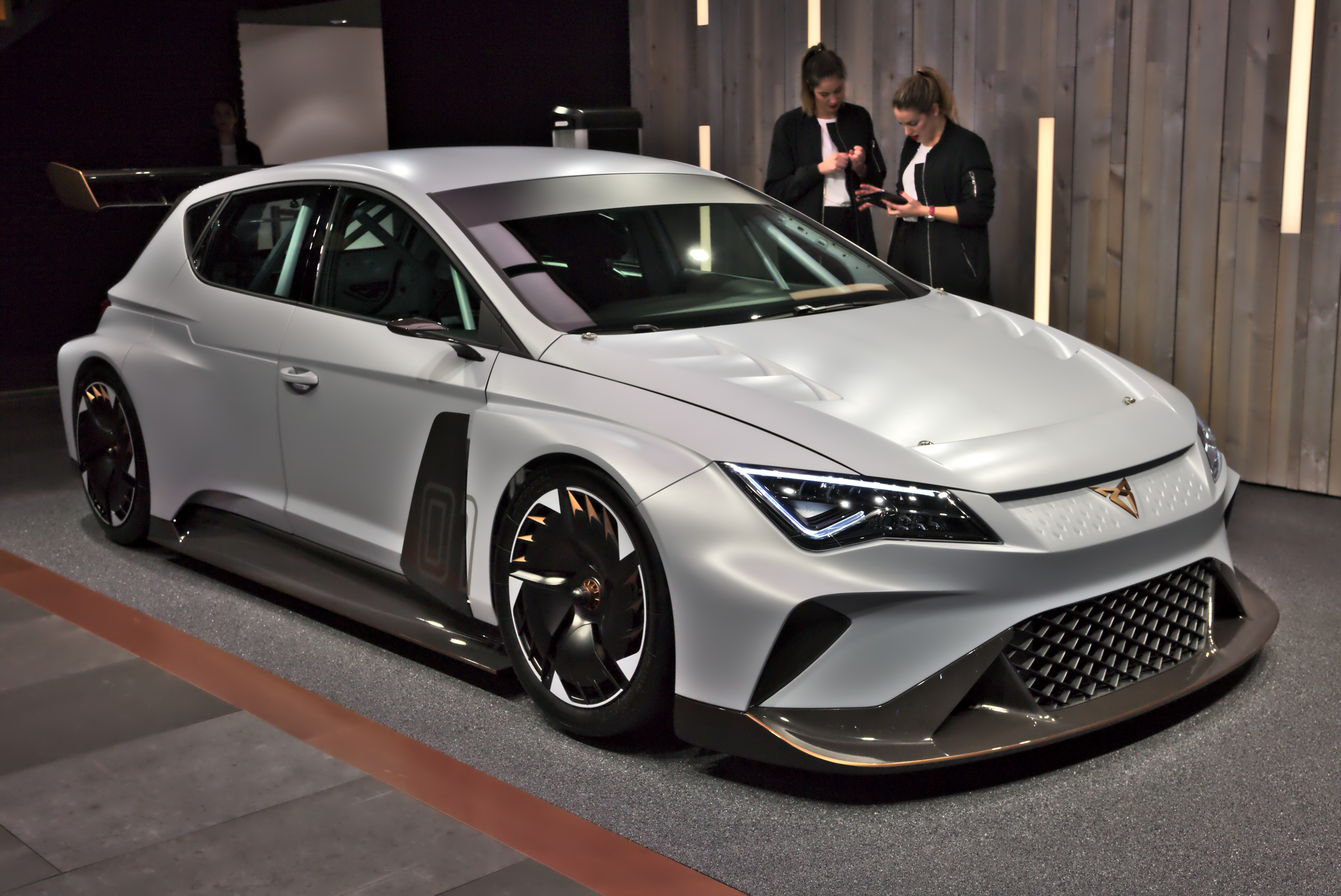
Cupra E-TCR

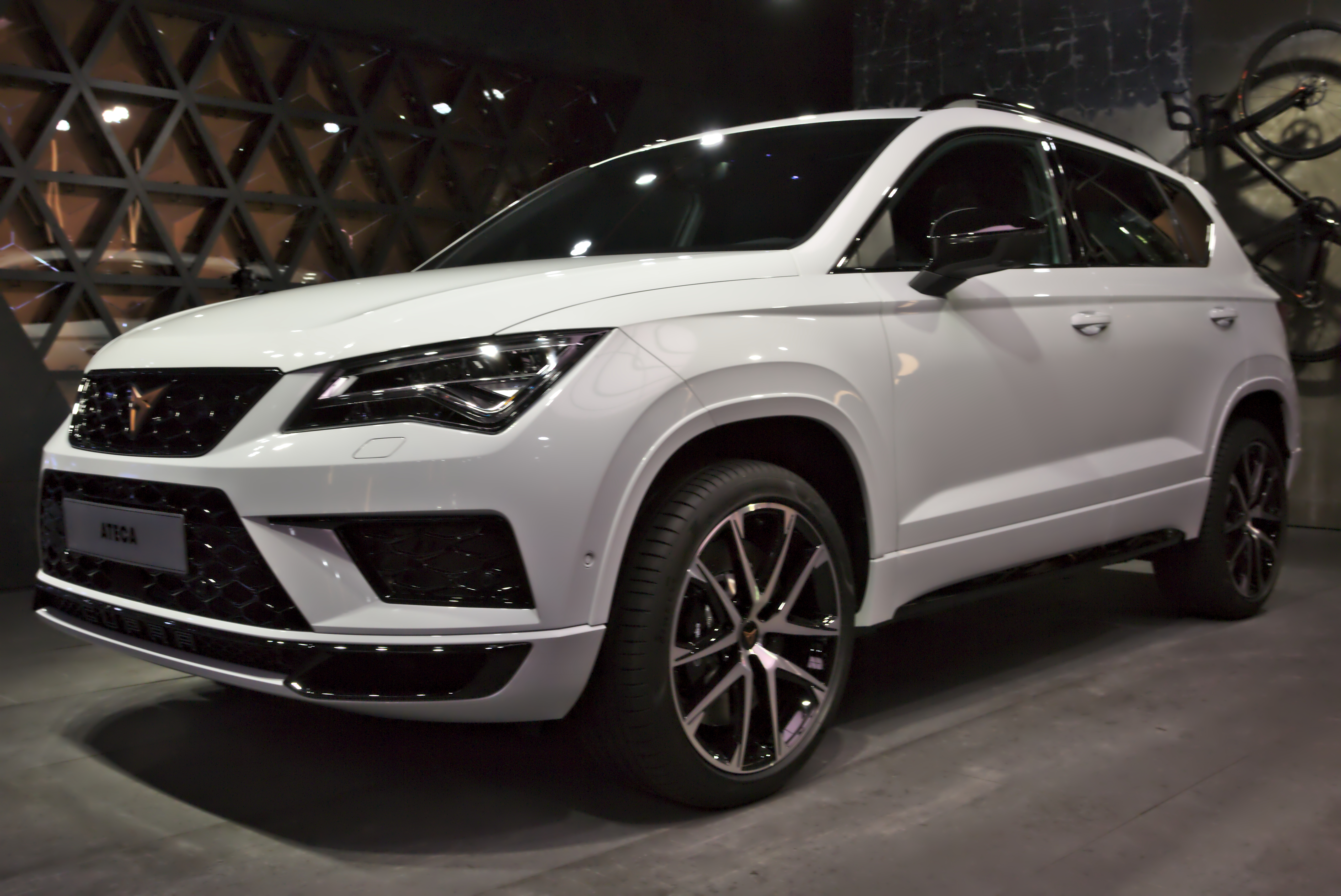
Cupra Ateca

Cupra är ett spanskt bilmärke grundat 2018. Det är ett undermärke till SEAT.

## Historik

### Ursprung
År 1996 introducerade SEAT modellen Cupra, vilket står för CUP-Racing. Detta fungerade som premiumversionen av SEAT:s bilmodeller. Ibiza blev den första bilmodell som fick en Cupra-version, med hänvisning till Ibiza Kit Car Racing-modellen.
År 2018 introducerades Cupra som ett eget bilmärke. I februari samma år i Sant Pere de Ribes introducerades Cupras nya logotyp, bestående av ett C och skugga, vilka tillsammans bildar ett V, samt det nya bilsortimentet.

### SEAT Cupra-modeller
Som en sportversion av SEAT-märket finns följande modeller:
- SEAT Ibiza
- 1996. Ibiza CUPRA (Cup Racing 2,0 16 ventiler): 2,0 16V 150 HP
- 1998. Ibiza CUPRA 2 (World Rally Champion): 2,0 16V 150 HP
- 2000. Ibiza CUPRA 1.8 20VT 156 HP
- 2000. Ibiza CUPRA R 1,8 20VT 180 HP
- 2004. Ibiza CUPRA 1.9 TDI 160 HP
- 2004. Ibiza CUPRA 1.8 20VT 180 HP
- 2009. Ibiza CUPRA 1.4 TSI 180 HP
- 2015. Ibiza CUPRA 1.8 TSI 192 HP

- 2011 Ibiza Cupra R210 Swiss Racing av Fredy Barth (Schweiz)
- 2013 Ibiza Cupra R13 (Schweiz)

- SEAT Cordoba
- 2000. Córdoba CUPRA 1.8 20VT 156 HP

- SEAT Toledo Cupra
Toledo var i färd med att få en Cupra-version 1998 med ABF-motorn från Ibiza Cupra, men eftersom den snart skulle ersättas övergavs denna version.
- SEAT León Cupra
- 2000. León CUPRA 2,8 V6 4 204 HP
- 2002. León CUPRA R 1,8 20VT 210 HP
- 2003. León CUPRA R 1,8 20VT 225 HP
- 2006. León CUPRA 2.0 TSI 240 HP
- 2009. León CUPRA R 2.0 TSI 265 PS
- 2014. León CUPRA 2.0 TSI 265/280 CV
- 2016. León CUPRA 2.0 TSI 290 HP
- 2017. León CUPRA R 2,0 TSI 310 HP

- SEAT Cupra GT
Denna modell var en prototyp som presenterades 2003, som så småningom skulle användas som en tävlingsmodell.

### Cupra-modeller
Som ett självständigt sportmärke av SEAT finns följande modeller:
- 2018 Cupra Ateca
- 2020 Cupra Formentor
- 2020 Cupra Leon